# Cold Higham
Cold Higham is een civil parish in het bestuurlijke gebied South Northamptonshire, in het Engelse graafschap Northamptonshire met 290 inwoners.